# Flacy
Flacy é uma comuna francesa na região administrativa de Borgonha-Franco-Condado, no departamento de Yonne. Estende-se por uma área de 13 km². Em 2010 a comuna tinha 112 habitantes (densidade: 8,6 hab./km²).